# Phare du canal maritime de Sturgeon Bay

Le phare du canal maritime de Sturgeon Bay (en anglais : Sturgeon Bay Canal Light), est un phare du lac Michigan situé au poste des gardes-côtes près de Sturgeon Bay dans le Comté de Door, Wisconsin.
Ce phare est inscrit au Registre national des lieux historiques depuis le 19 juillet 1984 sous le n° 84003666.

## Historique
Le phare est situé du côté est de l'entrée sud du canal maritime de Sturgeon Bay (en). Construit à l'origine en 1899, l'instabilité a forcé l'ajout de contreventements en acier en 1903. Il est similaire au phare de Devils Island sur le lac Supérieur. Il se trouve à côté des deux anciennes maisons de gardiens qui constituent maintenant la Station de Sturgeon Bay. Le site ouvert, et la tour est ouverte pendant les festivals du phare du comté de Door de la fin mai et à la mi-octobre.
Il y a deux phares à cet endroit, l'autre étant le phare de Sturgeon Bay, en bout de jetée.

## Description
Le phare  est une tour cylindrique étroite en acier avec contreventement hexagonal de 30 m de haut, avec galerie et lanterne. La tour est blanche et la lanterne est noire..
Il émet, à une hauteur focale de 32 m,un éclat rouge d'une seconde par période de 10 secondes. Sa portée est de 17 milles nautiques (environ 31 km).

## Caractéristiques dufeu maritime
Fréquence : 10 secondes (R)
- Lumière : 1 seconde
- Obscurité : 9 secondes

Identifiant : ARLHS : USA-821 ; USCG :  7-20995 .

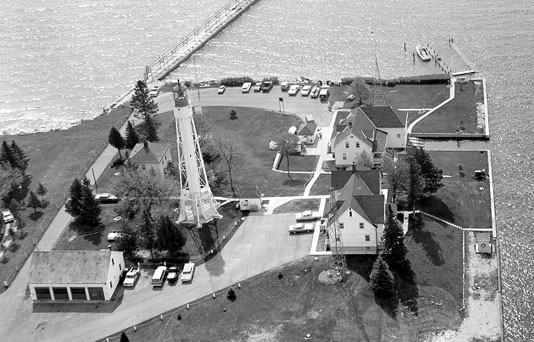
Le phare (photo USCG)
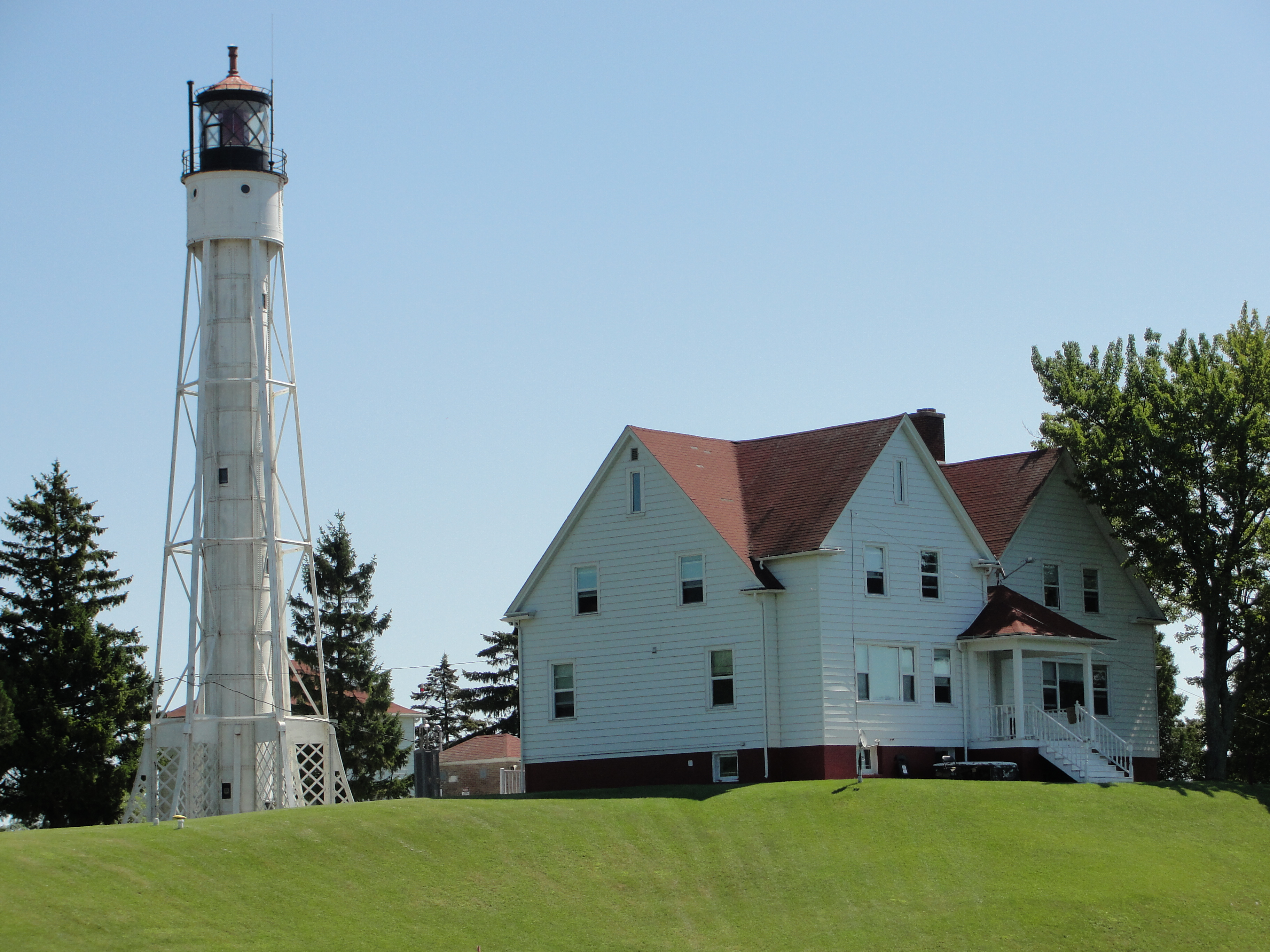
La station
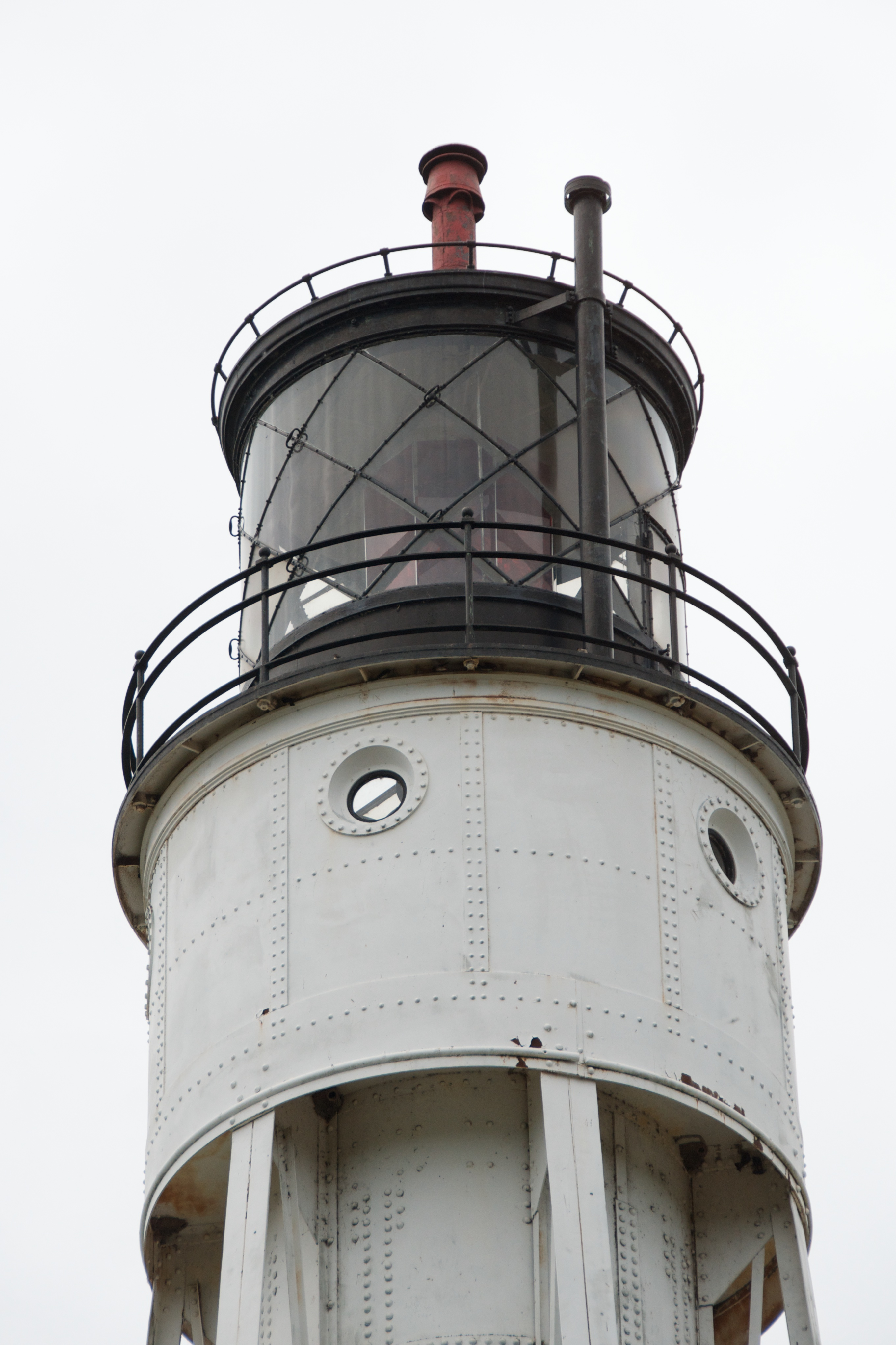
La lanterne

### Lien connexe
- Liste des phares du Wisconsin